# Amblyopetalum coeruleum
Amblyopetalum coeruleum är en oleanderväxtart som först beskrevs av David Don, och fick sitt nu gällande namn av Gustaf Oskar Andersson Malme. Amblyopetalum coeruleum ingår i släktet Amblyopetalum och familjen oleanderväxter. Inga underarter finns listade i Catalogue of Life.